# Museo del Cántaro (Valoria la Buena)
El museo del Cántaro se encuentra en el municipio vallisoletano de Valoria la Buena, en España. Expone una selección de cántaros y alfarería de agua relacionada, fabricada en distintas épocas, de utilidad diversa y de procedencia múltiple. El museo, instalado en el edificio rehabilitado del antiguo cuartel de la Guardia Civil, es fruto de la cooperación del Ayuntamiento de Valoria la Buena, la Junta de Castilla y León y la Diputación Provincial de Valladolid. Los fondos expuestos y catalogados son donación de dos especialistas en alfarería de basto, Gabriel Calvo y Margarita Martínez.

## Centro didáctico
El museo, diseñado y distribuido de manera que los cántaros quedan ordenados e identificados, se presenta en su conjunto como una experiencia didáctica complementada con información histórica en carteles y fotografías. Se explican las diversas utilidades del cántaro de agua, las técnicas y el proceso artesanal de las familias alfareras, así como las distintas etapas por las que ha pasado a lo largo de su dilatada historia.
En las gradas de la muestra permanente se alinean ejemplares de los tipos más extendidos con su forma de "huevo invertido con altos hombros donde apoyan las asas", y las típicas vasijas “anchas de caderas” habituales en la Meseta ibérica, el Valle del Ebro, Extremadura, Andalucía Occidental y el sur de Portugal. No faltan cántaros ovoides más esbeltos como los fabricados tradicionalmente en el Levante español, desde Cataluña a Jaén y Granada, incluidas las islas Baleares.
También hay piezas la forma globular, quizá la más primitiva, representada por las olas gallegas, los toneles asturianos y las tallas y bernegales canarios. Por su parte, los mejores ejemplos de cántaros fusiformes son ejemplares de Aragón (Sestrica, Jarque, Daroca), y piezas derivadas de los alfares desaparecidos de Guadalajara y de algunos focos conquenses.

## Cántaros de novia

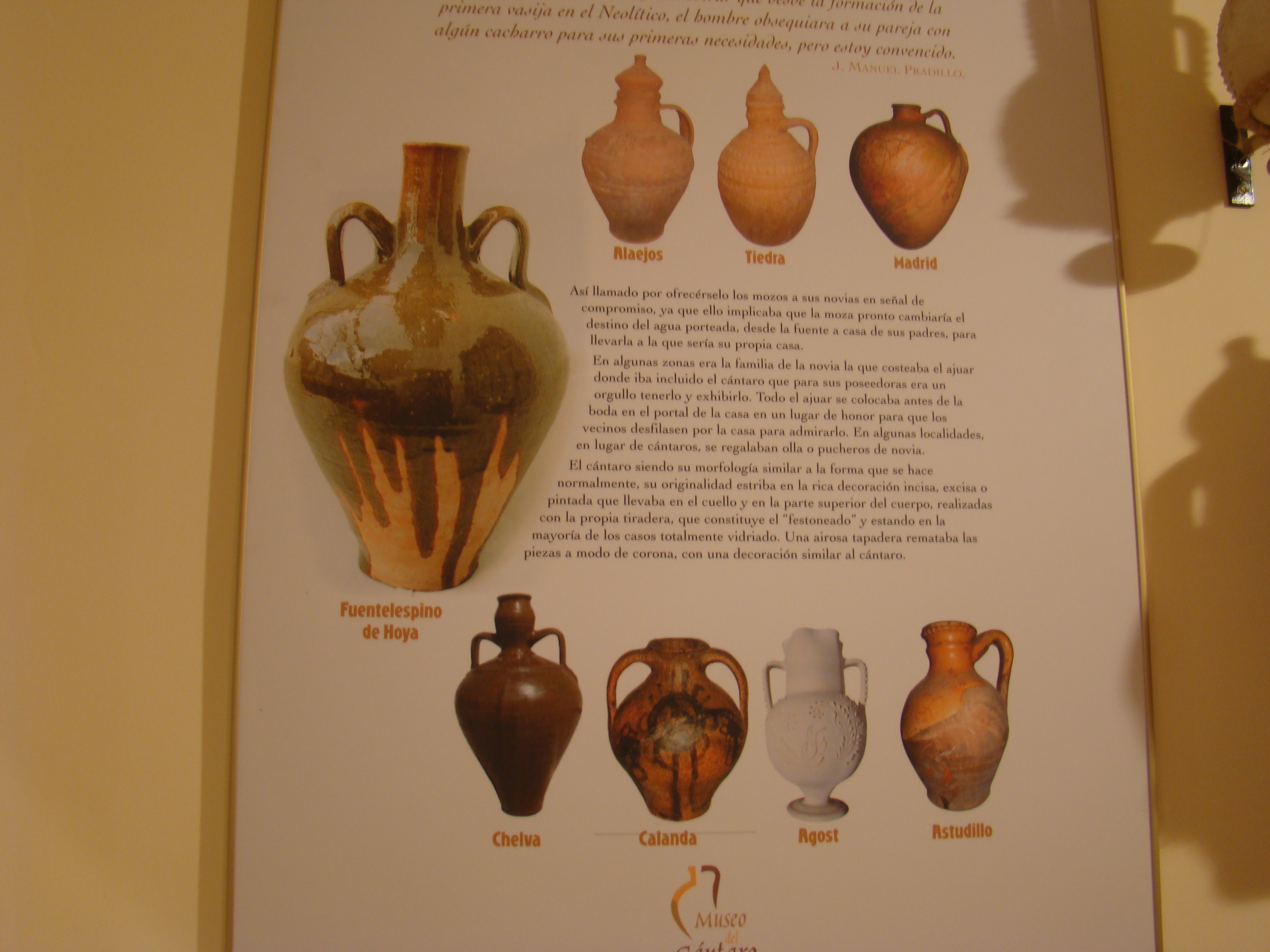
Cartela con la identificación de los diferentes tipos de "cántaro de novia".

En el campo hermano de la etnografía, y entre lo más valioso de los fondos del museo, puede mencionarse su colección de cántaros de novia, quizá una de las más completas y bien conservadas. Pueden verse ejemplares de la ancestral alfarería de novia fabricados en tradicionales focos de cerámica como Agost, Alaejos, Astudillo, Calanda, Chelva, Fuentelespino de Moya, Madrid, Tiedra.

## Distribución de las salas

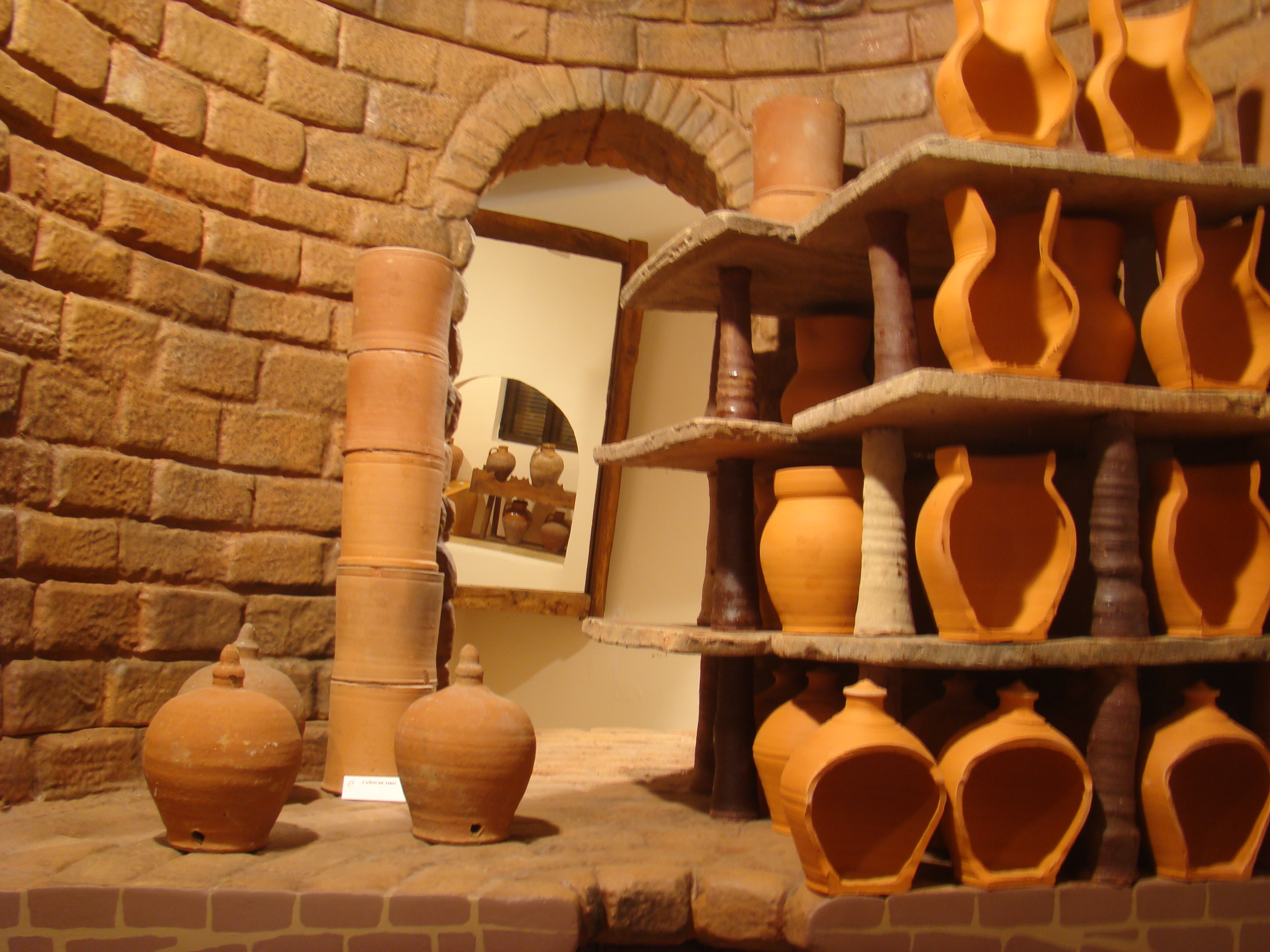
Horno hispano-árabe. Corte en sección

El edificio cuenta con dos plantas, una a ras de suelo o planta baja y un primer piso o planta alta. 
La planta baja consta de tres salas expositivas más una sección de servicios y otra de oficina. Al fondo está la sala central, dedicada al cántaro en Castilla y León donde están representadas las provincias de Valladolid, Palencia, Burgos, Ávila, Zamora, Soria, Salamanca y Segovia. A la derecha de la entrada, en la sala 1 hay una reproducción de horno hispano-árabe y otra reproducción de un alfar castellano. La sala 2 de la izquierda comprende un aula de arqueología y una colección de los referidos cántaros de novia.
En la planta alta están expuestos los cántaros procedentes de las demás provincias españolas. Están colocados siguiendo un criterio tipológico y de materia prima. La exposición tiene valor histórico ya que muchas de sus piezas se hicieron en alfares ya desaparecidos y otras tienen el valor de la antigüedad. La planta está distribuida en tres salas. En la sala del fondo están los cántaros árabes, béticos, mediterráneos y de la Ribera Alta del río Ebro. A la izquierda de la entrada, en la sala 1 están expuestos los cántaros bereber-canarios, los de la cornisa cantábrica, de los Pirineos y los celtas-gallegos. A la derecha en la sala 2 están los de Extremadura y Castilla-La Mancha.